# Lucie Cesca
Lucie Cesca, née le 26 novembre 1994 à Troyes, est une joueuse française de water-polo.
Appelée pour la première fois en équipe de France de water-polo féminin en 2013, elle est vice-championne de France avec l'ASPTT Nancy water-polo en 2011 et 2012.